# Приємні ночі (фільм)
«Приємні ночі» (італ. Le piacevoli notti) — італійська кінокомедія у трьох новелах 1966 року, знята режисерами Армандо Кріспіно і Лучано Лучіньяні.

## Сюжет
Фільм складається із трьох історій, знятих у стилі Декамерона.
У першій розповідається про літнього чоловіка, який приховував свою дружину від будь-якого стороннього ока і впав жертвою своїх ревнощів.
У другій — про астронома, який мало приділяв часу своїй дружині й поплатився за це.
У третій — про молодого художника, любителя розіграшів, який уклав із приятелями незвичайне парі.

## У ролях
- Вітторіо Ґассман: Папа Юлій ІІ/Бастіано да Сангалло
- Джина Лоллобриджида: Домічилла
- Уго Тоньяцці: Угуччоне деї Торнаквінчі
- Адольфо Челі: Бернардоццо
- Ерос Паньї: солдат
- Джіджі Проєтті: маршал Маріо ді Колі
- Кармен Скарпітта: подруга Домічилли
- Марія Грація Буччелла: Лукреція Борджа
- Елен Шанель: дружина Луки ді Монтемерло
- Луїджі Ваннуккі: Альфонсо I д'Есте
- Магда Конопка: Ф'ямметта
- Омеро Антонутті: капітан
- Паоло Боначеллі: посланець Борджи
- Джіджі Балліста: Лука ді Монтемерло
- Ернесто Колі: Баччо
- Іда Галлі: Анжеліка
- Глауко Онорато: коханець Фьямметти
- Сандро Дорі: Лапо, спільник Угуччоне
- Данте Посані: П'єро ді Баста
- Філіппо Скелзо: Мессер Біндо
- Еві Рігано: Ніколоза
- Ренато Малавазі: Гвідобальдо Рангоне
- Даніеле Варгас: Фортебраччо да Монтоне
- Квінто Пармеджані: друг Луки ді Монтемерло
- Ренцо Маріньяно: друг Луки ді Монтемерло

## Знімальна група
- Режисер: Армандо Кріспіно, Лучано Лучіньяні
- Сценарій: Стено, Сандро Контіненца
- Продюсер: Маріо Чеккі Горі
- Оператори: Леоніда Барбоні, Еріко Менцер, Габор Погань
- Композитор: Джино Марінуцці
- Художник: П'єр Луїджі Піцці
- Монтаж: Марчелло Мальвестіто
- Костюми: П'єр Луїджі Піцці